# Tangará Esporte Clube
Tangará Esporte Clube é um clube brasileiro de futebol da cidade de Tangará da Serra, no estado de Mato Grosso. Manda seus jogos no Estádio Municipal Mané Garrincha, com capacidade para 4.000 pessoas.
A equipe participou três vezes do Campeonato Mato-Grossense da Primeira Divisão, em 1994 e 1995, tendo campanhas ruins e sendo eliminado ainda na primeira fase.